# The Corn is Green
The Corn is Green és una obra de teatre en tres actes de l'autor galés Emlyn Williams. Se la considera l'obra literària més important de Williams.

## Argument
La peça gira entorn de L. C. Moffat, una voluntariosa professora d'anglès, destinada en Glansarno, una humil localitat minera del Gal·les de finals del segle xix. Es reflecteix la seva lluita amb la classe obrera galesa i el seu triomf professional quan un adolescent analfabet, Morgan Evans aconsegueix graduar-se amb brillantor.

## Representacions destacades
- Duchess Theatre, Londres, 1938. Estrena Mundial.
  - Intèrprets: Emlyn Williams (Morgan Evans).

- National Theatre, Broadway, 26 de novembre de 1940. Estrena en EE.UU. 447 representacions.
  - Adreça: Herman Shumlin
  - Intèrprets: Ethel Barrymore, Rhys Williams, Mildred Dunnock i Richard Waring.

- Old Vic Theatre, Londres, 1985.
  - Intèrprets: Deborah Kerr.

## Adaptacions al cinema i la televisió
L'any 1945 l'obra és adaptada al mitjà cinematogràfic amb el seu propi títol original, The Corn is Green. Sota la direcció de Irving Rapper i amb guió adaptat per Casey Robinson i Frank Cavett la pel·lícula va explicar com a protagonista amb Bette Davis en el paper de Moffat.
En 1979 es va portar a la televisió als Estats Units, de nou conservant el seu títol original, dirigida per George Cukor, amb guió adaptat d'Ivan Davis i protagonitzada per Katharine Hepburn. Aquesta adaptació televisiva a Espanya es va titular El blat està verd.